# Иванова-Борейшо, София Андреевна
София Андреевна Иванова-Борейшо (в девичестве Иванова; октябрь 1856, Ханкенди, Шушинский уезд, Шемахинская губерния, Российская империя — 22 июня 1927, Москва, СССР) — русская революционерка, народница, член Исполнительного комитета партии «Народная воля».

## Биография
Родилась в Ханкенди в многодетной семье командира одного из подразделений 16 Мингрельского егерского полка майора Андрея Иванова. В семье было десять детей: три девочки и семь мальчиков. Занималась самообразованием и приглашался на дом учитель.
В 1872 году выехала в Москву. Работала портнихой. В 1874 году по рекомендации хозяина снимаемой квартиры устроилась в легальную типографию И. Н. Мышкина на Тверском бульваре ученицей наборщика. При переезде в новое помещение на Арбате, типография стала печатать запрещённую литературу. Эту литературу отдельными листами отправляли ящиками в Саратов в распоряжение Ковалика С. Ф. и Войнаральского П. И., распределявших их по городам Волги. После ареста саратовских народников, полиция вышла и на московскую типографию Мышкина.
В 1874 году после обыска в типографии, была арестована. Провела в заключении 7 месяцев. Один из братьев добился освобождения при взятии на поруки богатым промышленником и купцом Алексеем Ивановичем Хлудовым (1818—1898).
После освобождения работала в легальной типографии наборщицей. В это время был арестован брат, Лев Андреевич Иванов, который потом был осуждён по процессу 50-ти. Из Московской тюрьмы его перевели в Петербург. Переехала в Санкт-Петербург, чтобы иметь с ним свидания, и нашла работу в одной из легальных типографий.
6 декабря 1876 года принимала участие в политической Казанской демонстрации в Санкт-Петербурге. Была арестована. С 18 января по 25 января 1877 года в Особом Присутствии Правительствующего Сената были проведены судебные заседания, в результате которых, наряду с другими 20 подсудимыми была осуждена с учётом бывшего политического преступления, на поселение в Сибирь. Исполнение этого приговора было приостановлено, в связи с тем, что была привлечена по другому делу «о пропаганде в империи» и продолжалось следствие для проведения Процесса ста девяноста трёх проходившем с 18 октября 1877 года по 23 января 1878 год. По совокупности преступлений была приговорена к лишению некоторых прав и поселению в одну из северных губерний. Местом ссылки был определён г. Кемь Архангельской губернии.
В марте 1879 года при содействии местных жителей совершила побег с места ссылки и прибыла в Санкт-Петербург.
По направлению руководства «Народной воли», выехала в Воронеж для ожидания дальнейших указаний. При подготовке выезда в Санкт-Петербург, задержана жандармами, однако вскоре была освобождена ввиду отсутствия улик.
В мае 1879 году была вместе с А. А. Квятковским хозяйкой конспиративной квартиры в дачном пригороде Санкт-Петербурга — Лесном. В мае вступила в группу «Свобода или смерть», а затем в партию «Народная воля». Вошла в состав Исполнительного комитета партии «Народная воля».
С сентября 1879 года по 17 января 1880 года была хозяйкой новой типографии партии «Народная воля» в Саперном переулке. В январе 1880 года типография разгромлена полицией. При аресте оказала вооруженное сопротивление.
Участвовала в Процессе шестнадцати, проходившем с 25 по 30 октября 1880 года в Санкт-Петербургском военно-окружном суде. По приговору суда получила четыре года каторги. По болезни оставалась некоторое время в заключении в Санкт-Петербурге, а потом перевезена в Москву, в Бутырскую тюрьму, откуда через несколько месяцев отправлена в Сибирь этапным порядком. На Кару прибыла в апреле 1883 года. На поселение вышла весной 1885 года в г. Киренске Иркутской губернии.
В 1888 году вышла замуж за политического ссыльного Антона Степановича Борейшо.
В 1900 году выехала в Европейскую часть Российской империи. Жила в Чернигове, Курске. С 1902 по 1914 года — в Нижнем Новгороде. Работала в Красном Кресте для помощи заключенным и проводила занятия в «Обществе начального образования», которое вело культурную работу в Нижегородской губернии.
В 1914 году переехала в Москву. До Февральской революции 1917 года работала в нелегальном Красном Кресте для помощи политическим каторжанам, находившимся в заключении в разных городах.
Умерла в Москве 22 июня 1927 года. Похоронена на Новодевичьем кладбище.

## Мужья и дети
- Квятковский, Александр Александрович — с 1879 года.
  - Сын — Александр (1880—1884) — умер от дифтерии.
- Антон Степанович Борейша (Борейшо) — с 1888 года.
  - Дочь — Елена Антоновна Борейшо (1888—1972)[7].

## Литературные труды
- Воспоминания «Первая типография „Народной воли“». Издание 2-е, посмертное (с предисловием «Памяти С. А. Ивановой-Борейшо» Ф. А. Морейнис-Муратовой). — М., 1928.
- «Воспоминания о С. Л. Перовской» \\ Былое. 1906. № 3. С. 83-89 — Софья Ивановна.
- Автобиография Ивановой-Борейшо С. А. в Энциклопедическом словаре Гранат. Т. 40 (1927).